# Cmentarz prawosławny w Babicach (nowy)
Cmentarz prawosławny w Babicach – nekropolia w Babicach, należąca początkowo do miejscowej parafii unickiej, następnie prawosławnej.

## Historia i opis
Cmentarz został założony w 1912 w celu zaakcentowania obecności prawosławnych we wsi. W miejscowości istniała już starsza nekropolia, która mimo otwarcia nowej pozostawała czynna. Po I wojnie światowej nie używano już starego cmentarza, pochówki odbywają się od tej pory jedynie na nowym, który po zamknięciu cerkwi w Babicach (zamienionej na kościół) pozostaje w administracji parafii Trójcy Świętej w Tarnogrodzie. 
Nekropolia zajmuje teren prostokąta o powierzchni 0,54 ha. Od północy przylega do niego otoczone wałem ziemnym pole o powierzchni 0,66 ha, które być może w momencie otwierania cmentarza miało również być przeznaczone do celów grzebalnych. Południowa część cmentarza porośnięta jest lipami, dębami, osiką, leszczynami, robiniami, jarzębinami, drzewami owocowymi, krzewami bzu lilaka. W części północnej, na której odbywają się nowe pochówki, rośnie trawa.
Na cmentarzu zachowało się sześć pomników nagrobnych sprzed 1945 oraz obelisk fundacyjny z r. 1912, na którym znajduje się cerkiewnosłowiańska inskrypcja „Cmentarz otwarty staraniem proboszcza i parafian w 1912 r.”. Dwa z zachowanych pomników z I połowy XX w. to groby symboliczne. Pierwszy, z 1921, ma upamiętnić Jewdokię i Iwana Krawców, którzy w 1915 udali się na bieżeństwo i zmarli w guberni orenburskiej; drugi, rodziny Koźlików, wzniesiono dla upamiętnienia zmarłych w Rosji Kondratija, Jefimija i Kiriły oraz zmarłej w Ameryce Paraskiewy (1934). Pozostałe starsze groby mają postać obelisków i kolumn na postumentach w kształcie prostopadłościanu, krzyży prawosławnych na postumentach z nadstawami lub na postumentach dekorowanych gzymsami uskokowymi, akroterionami i tympanonami. Na grobach sprzed 1945 znajdują się inskrypcje cerkiewnosłowiańskie, zaś na nowych pomnikach – polskie.

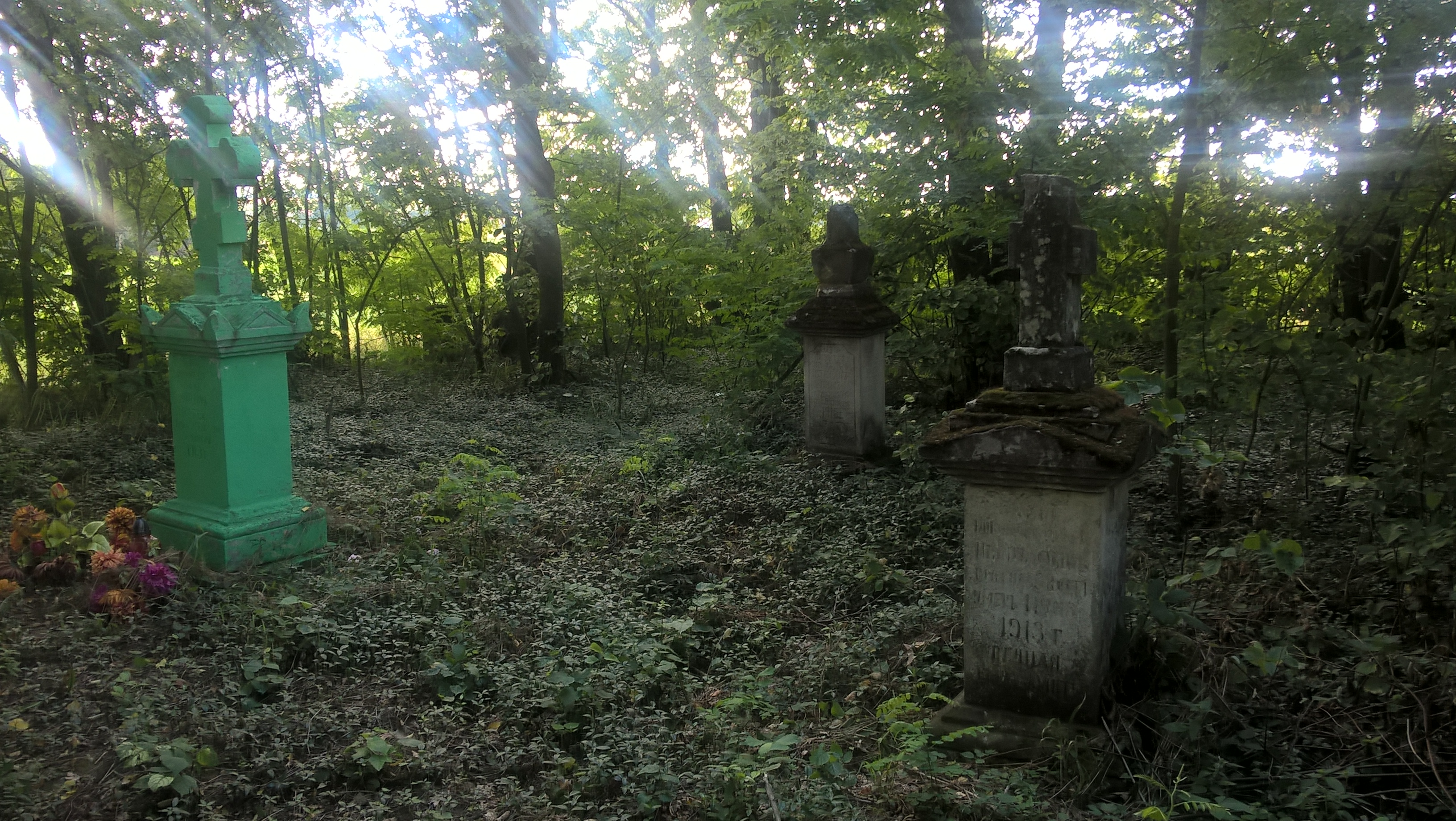
Nagrobki z k. XIX i pocz. XX w. w południowej części cmentarza
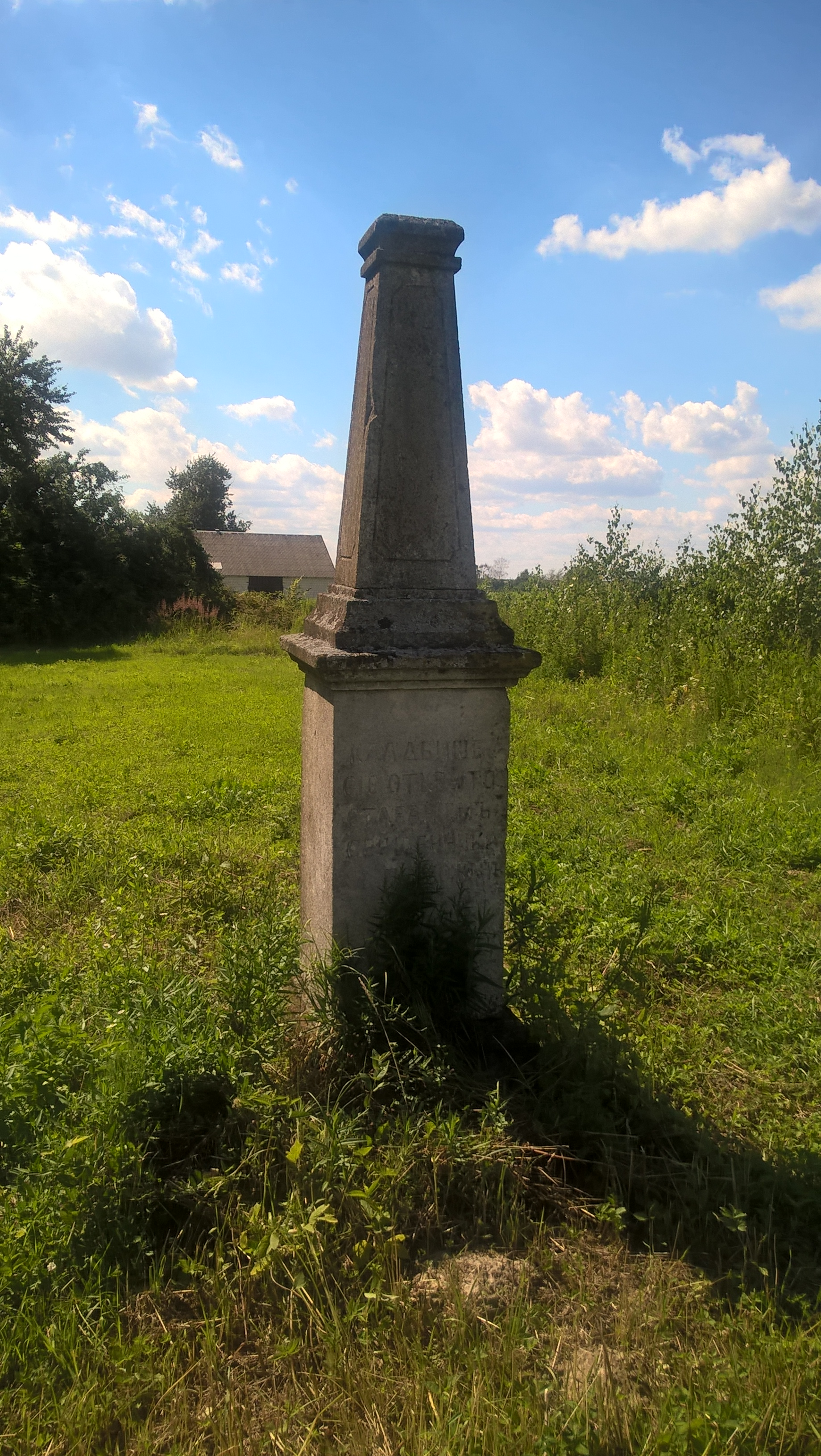
Obelisk fundacyjny
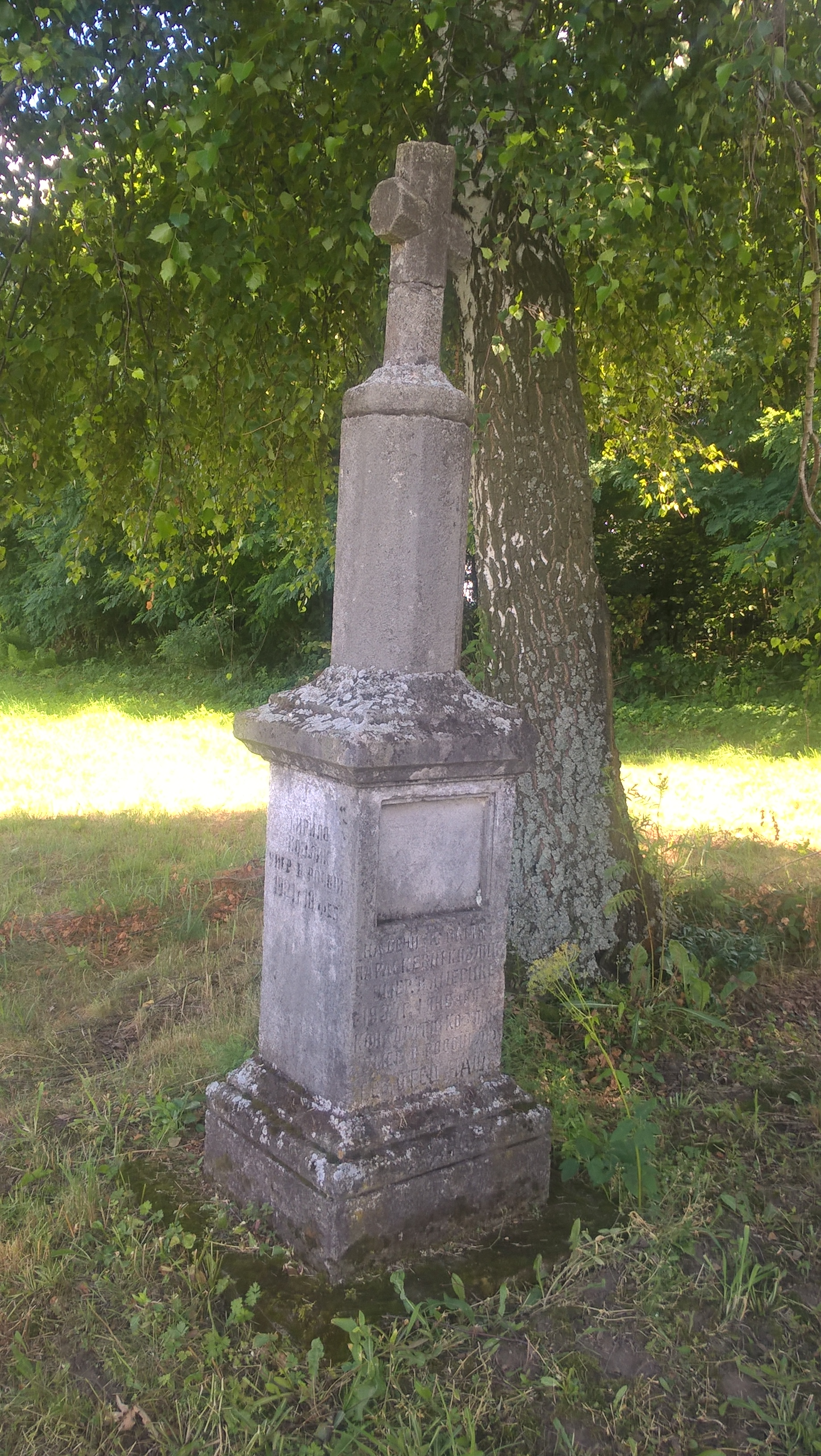
Symboliczny grób rodziny Koźlików
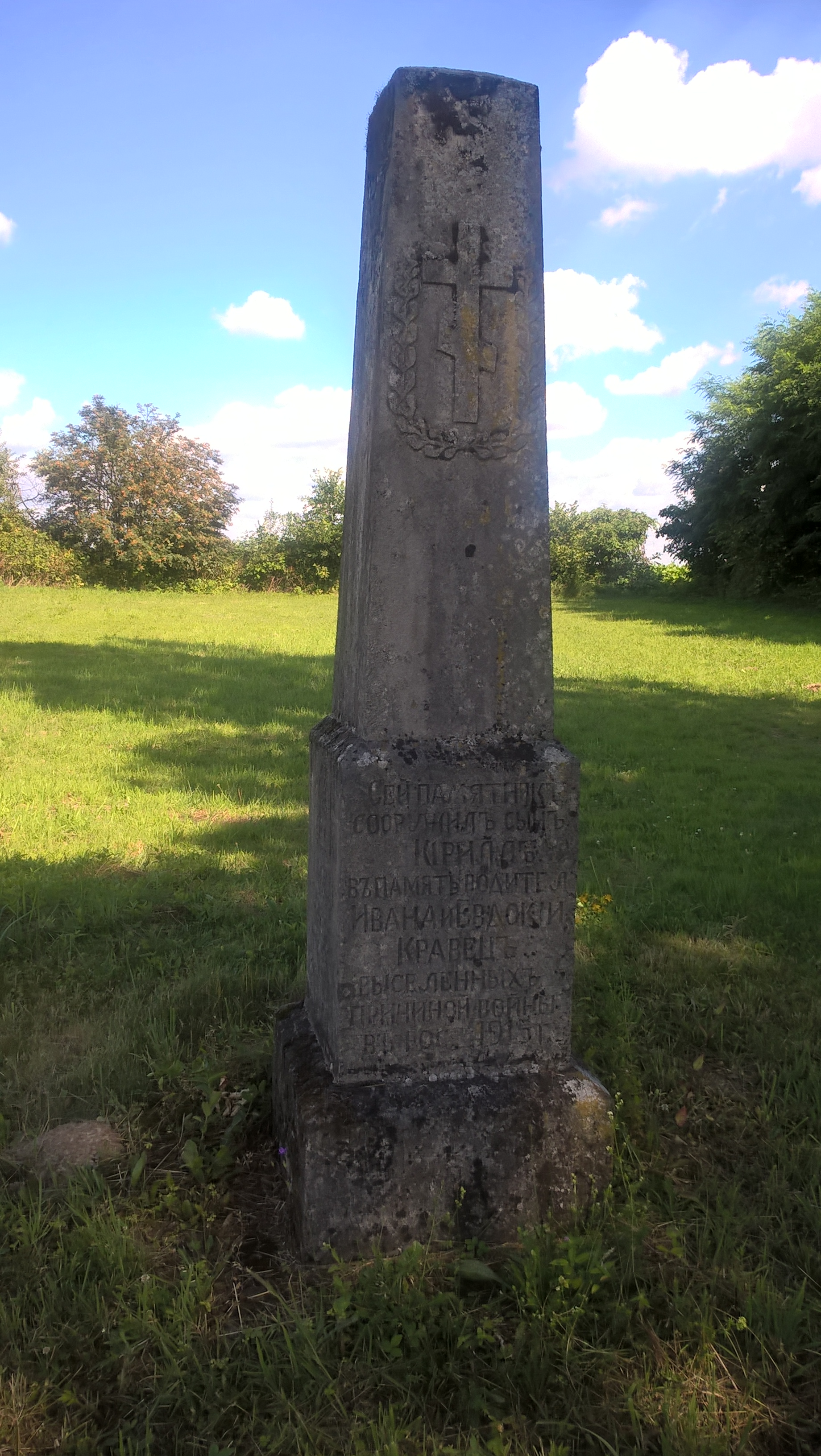
Symboliczny grób Jewdokii i Iwana Krawców